# Estação arqueológica de Vale Boi
A Estação arqueológica de Vale Boi é uma zona onde foram encontrados vários vestígios pré-históricos, perto da aldeia de Vale de Boi, no concelho de Vila do Bispo, na região do Algarve, em Portugal. É considerado um dos maiores e mais importantes sítios arqueológicos do neolítico em toda a Península Ibérica, possuindo vestígios com cerca de 33 mil anos.

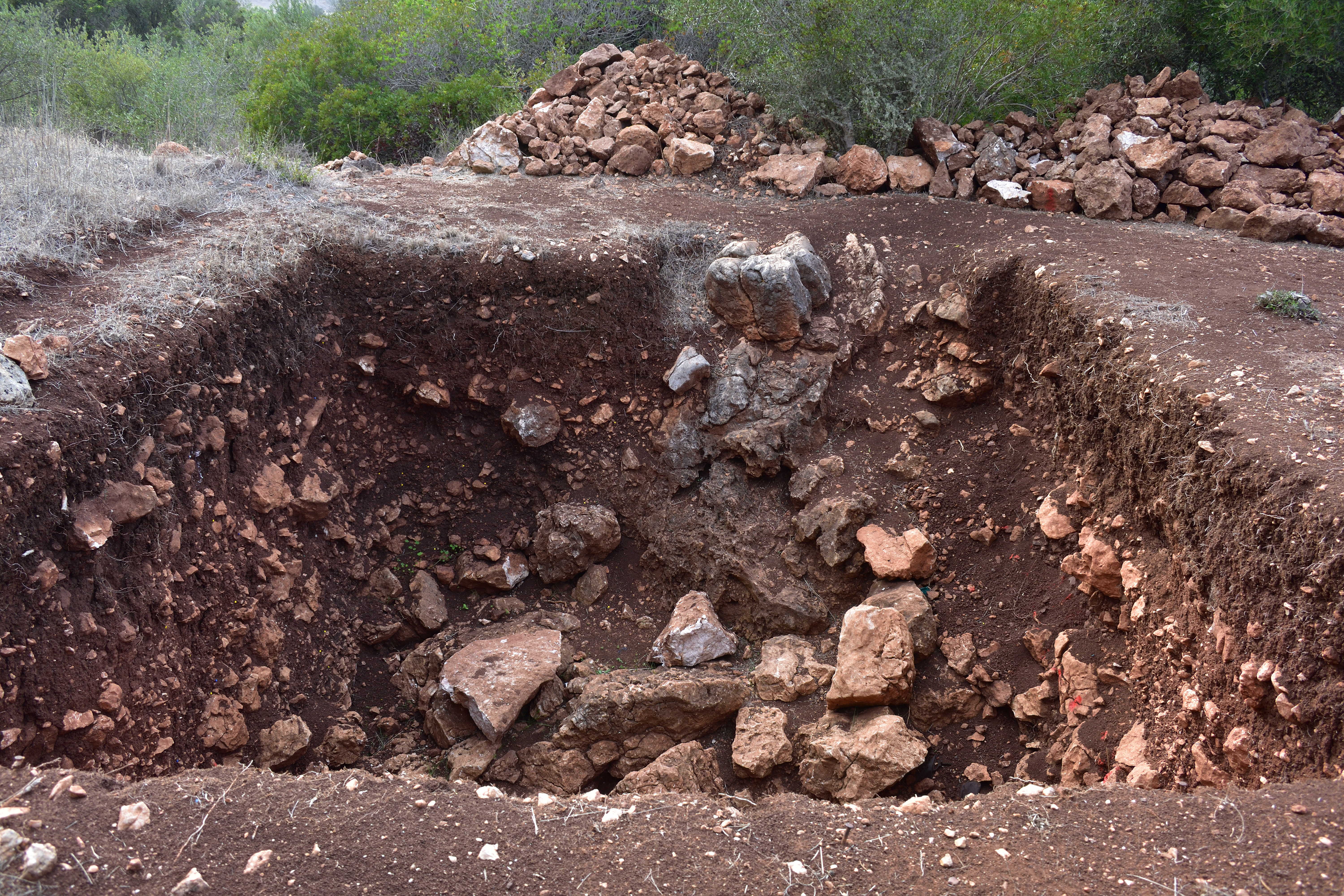
Pormenor de uma escavação em Vale Boi, em 2019.

## Descrição
O sítio arqueológico, classificado como uma estação de ar livre, está situado na margem oriental da Ribeira de Vale Boi, junto da aldeia de Vale de Boi, a cerca de dois quilómetros da costa. Os vestígios apresentam uma dispersão de cerca de dez mil metros quadrados, podendo esta ser a maior estação arqueológica do país relativa ao período Paleolítico. Estão situados num declive que é rematado a ocidente pela ribeira, e a oriente por um afloramento de calcário com dez metros de altura. Nas proximidades passa o lanço entre Vila do Bispo e Lagos da Estrada Nacional 125.
O espólio do sítio arqueológico consiste principalmente num grande número de instrumentos típicos de caça e de funções diárias, sendo alguns deles de osso, como uma zagaia. Também foram descobertas peças de arte móvel, no estilo do período paleolítico na Península Ibérica, e vários adornos, como conchas perfuradas e dentes de cervídeo esculpidos. Foram encontrados igualmente muitos ossos de animais, como veados, auroques, cavalos, javalis e coelhos, que eram utilizados na alimentação, e leões, lobos, raposas e linces, que provavelmente seriam capturados pela sua pele. Também foram recolhidos vestígios de mariscos.
Segundo a obra Monografia de Lagos, publicada por Manuel João Paulo Rocha em 1909, durante a pré-história terão abundado os veados na região correspondente à futura cidade de Lagos, uma vez que o arqueólogo Estácio da Veiga tinha encontrado vários instrumentos fabricados a partir das hastes daqueles animais, incluindo anzóis e ferramentas agrícolas.

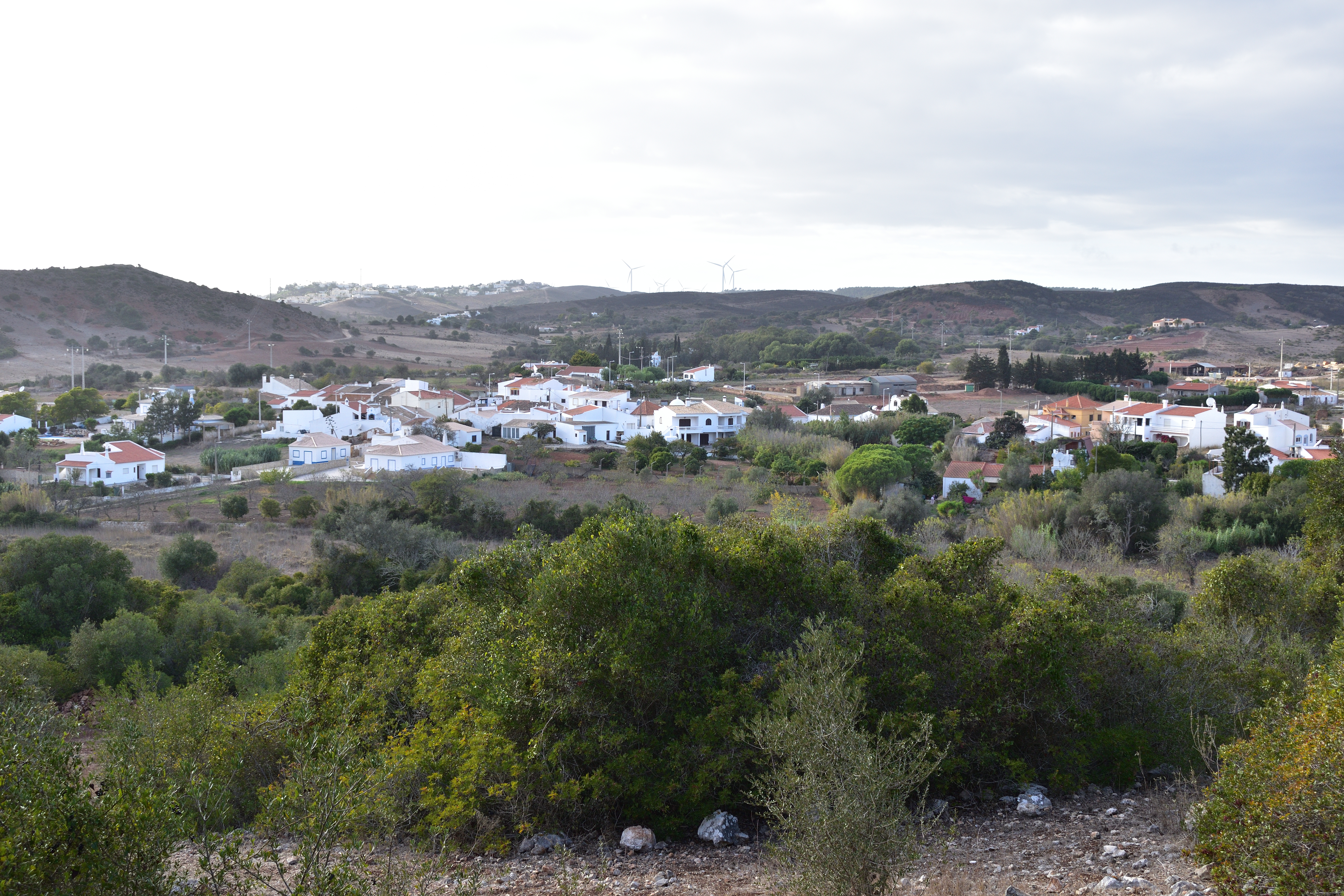
Aldeia de Vale de Boi, vista do sítio arqueológico, em 2019.

## História
Segundo as peças encontradas no local, o sítio foi ocupado há cerca de 33 mil anos, durante as fases do Paleolítico e do Neolítico Antigo, sendo a presença humana mais remota na região Sul da península.
O sítio arqueológico foi encontrado em 1998, no âmbito de sondagens arqueológicas nos vales fluviais da Costa Vicentina. Em 2000 iniciaram-se os trabalhos no local, que foram organizados em três zonas distintas, tendo sido coordenadas pelo arqueólogo Nuno Bicho do Centro Interdisciplinar de Arqueologia e Evolução do Comportamento Humano da Universidade do Algarve. Na campanha de 2018 participou um grupo de estudantes oriundos dos Estados Unidos da América, do Institute for Field Research, que também se comprometeu a apoiar financeiramente as pesquisas no local.
De forma a divulgar o sítio e dar a conhecer os processos arqueológicos utilizados no local, a Universidade do Algarve e a Câmara Municipal de Vila do Bispo organizaram o evento anual Dia Aberto na Jazida Arqueológica Paleolítica de Vale Boi. No Museu de Vila do Bispo, inaugurado em 20 de Janeiro de 2024, deu-se uma especial importância a Vale Boi, devido à sua riqueza arqueológica do período Neolítico.

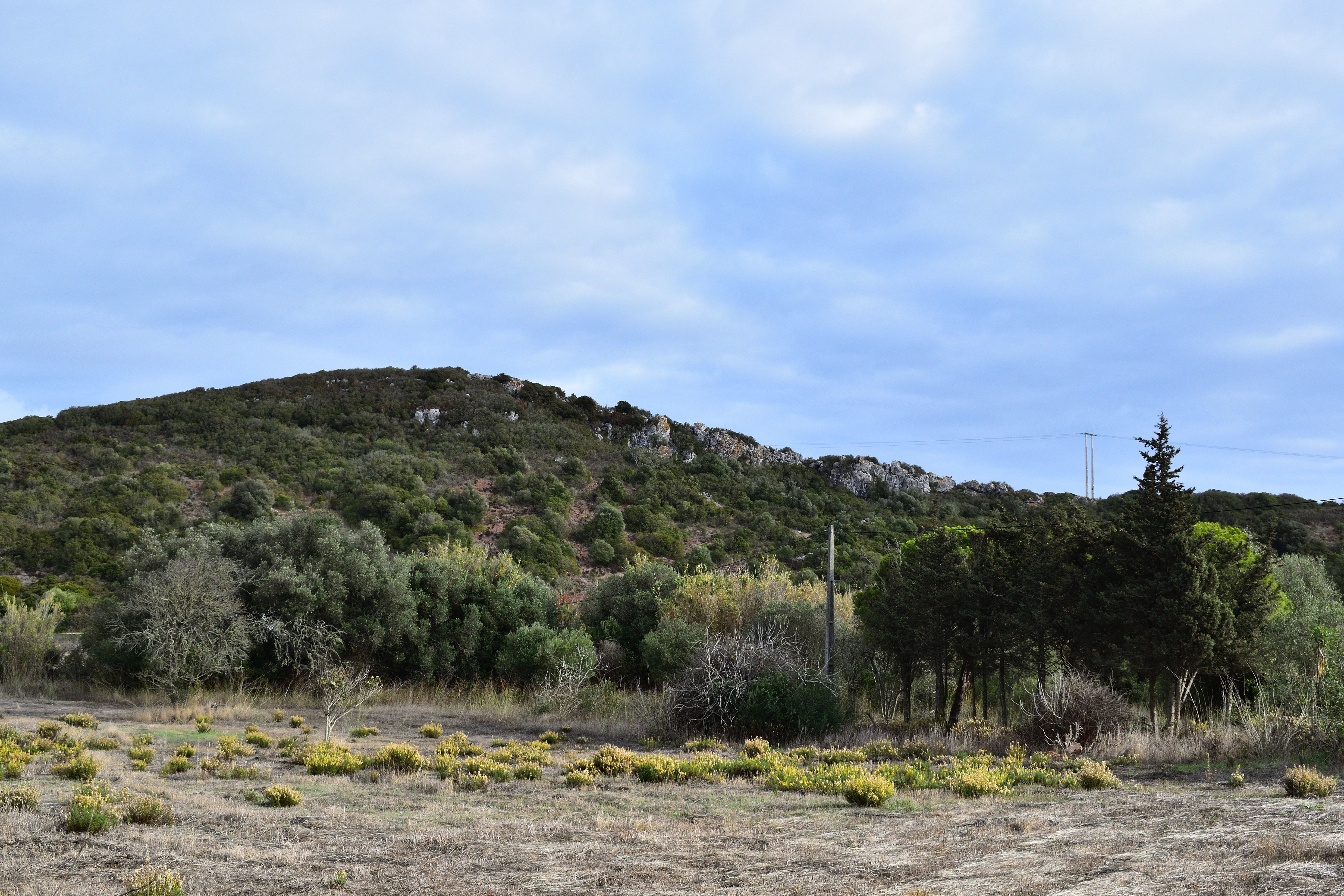
Colina onde foram encontrados os vestígios pré-históricos, em 2019.